# Hilchot HaRif
La obra literaria conocida con el nombre de Hilchot HaRif (en hebreo: הלכות רב אלפס) (transliterado: Hilchot Rav Alfas ) también llamada Séfer Halajot, fue escrita en la ciudad de Fez, en el Reino de Marruecos, por el Rabino Isaac ben Jacob Alfasi ha-Cohen (nacido en 1013- fallecido en 1103) esta obra compila las decisiones legales de los tratados del Talmud relacionados con la halajá, la ley judía, tal y como era aplicada en aquella época. Alfasi recopiló las decisiones legales del Talmud de Babilonia, aunque no incluyó en su obra las discusiones rabínicas propias de la Guemará. Para escribir su obra, Alfasi excluyó todo el material rabínico no legal del texto del Talmud. El libro del Hilchot HaRif, se convirtió en la base y en la fuente para muchas otras obras rabínicas posteriores. Entre ellas el Mishné Torá de Maimónides, el Arba Turim de Jacob ben Asher, y el Shulján Aruj del Rabino Joseph Caro. 